# Cenon
Cenon település Franciaországban, Gironde megyében. Lakosainak száma 26 784 fő (2022. január 1.). Cenon Lormont, Bordeaux, Floirac és Artigues-près-Bordeaux községekkel határos.

## Népesség
A település népességének változása:
| Lakosok száma | 17 713 | 23 520 | 21 363 | 23 171 | 22 882 | 24 547 | 24 729 | 25 496 | 26 047 | 26 784 |
|               | 1968   | 1982   | 1990   | 2006   | 2013   | 2015   | 2017   | 2019   | 2020   | 2022   |